# Pahoroides aucklandica
Espèce
Pahoroides aucklandica est une espèce d'araignées aranéomorphes de la famille des Physoglenidae.

## Distribution
Cette espèce est endémique de Nouvelle-Zélande. Elle se rencontre dans la région d'Auckland dans l'île du Nord.

## Description

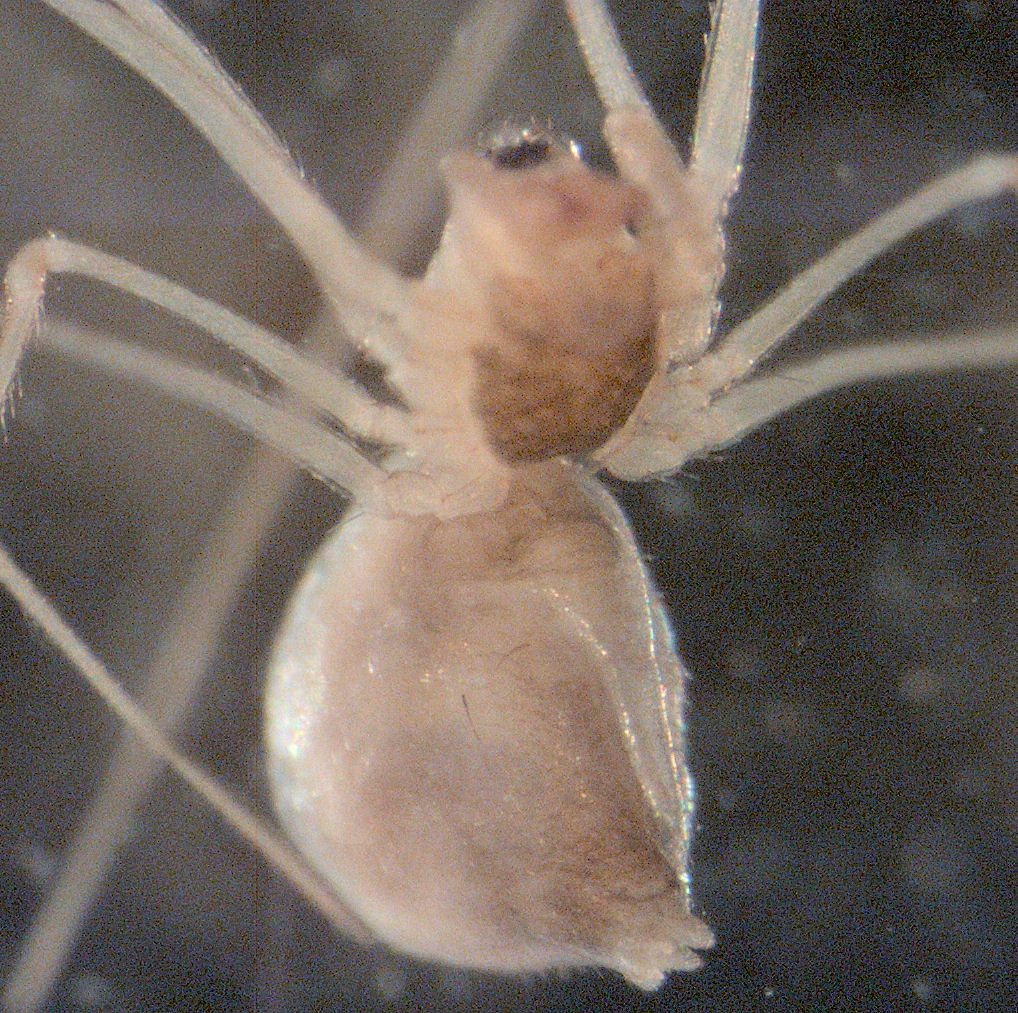
Pahoroides aucklandica ♀

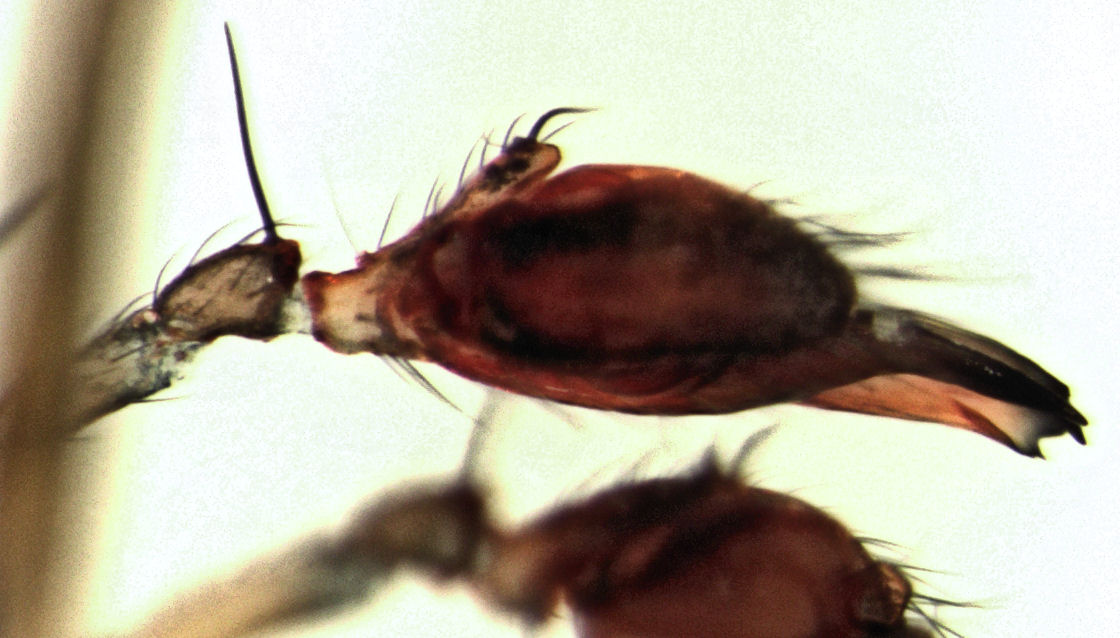
Pahoroides aucklandica palpe du mâle

Le mâle holotype mesure 2,756 mm et la femelle paratype 2,047 mm.

## Étymologie
Son nom d'espèce lui a été donné en référence au lieu de sa découverte, la région d'Auckland.

## Publication originale
- Fitzgerald & Sirvid, 2011 : A revision of the genus Pahorides (Araneae: Synotaxidae). Tuhinga, vol. 22, p. 1-17 (texte intégral).